# Wake Up, Girls!とRun Girls, Run!のオールナイトニッポンi
『Wake Up, Girls!とRun Girls, Run!のオールナイトニッポンi』および『Run Girls, Run!のオールナイトニッポンi』は2017年10月から2019年8月27日までニッポン放送のコンテンツ配信サイト「オールナイトニッポンi」にて毎週配信されていたラジオ番組である。ここでは前身の『Wake Up, Girls!のオールナイトスッポン』と『Wake Up, Girls!のオールナイトニッポンモバイル』、さらには関連する『Wake Up, Girls!のオールナイトニッポンR』についても記述する。

## Wake Up, Girls!のオールナイトニッポンモバイル
『Wake Up, Girls!のオールナイトニッポンモバイル Produced by 193t』は2014年11月19日から2016年3月2日まで、ニッポン放送の音声コンテンツ配信サービスの「オールナイトニッポンモバイル」で毎週水曜日に公開されていたインターネットラジオ番組である。iPhoneでは専用のアプリで、パソコン等ではコンテンツ配信サービスのRaditalから聴取することができた。全71回。
2014年12月14日に幕張メッセにて開催された『Wake Up, Girls!』のイベント『Wake Up, Girls! Festa.2014 Winter ～Wake Up, Girls! VS I-1club』へ向けて「目指せ幕張!決起集会ラジオ」をテーマとして、また、Wake Up, Girls!のメンバー各自が一人で喋るラジオに挑戦するものとして番組は始まった。毎週水曜0時（火曜深夜）に2本ずつ公開する形態であった。
この番組はニッポン放送のTシャツブランドである193tがスポンサーとなっており、番組中で各メンバーが幕張へ向けた意気込みを書いたメッセージやイラストを元にTシャツが作成され、2014年12月7日に東急ハンズ池袋店にて数量限定で発売された。本番組のダウンロード・再生はRaditalでのランキングでは上位をキープ、12月14日の幕張のイベントで『Wake Up, Girls!続劇場版』の発表を記念として番組の継続が発表された。2周目の最初の回である12月24日の永野愛理担当回以降は、毎週1本ずつの公開となった。
番組は前半が無料で公開され、後半は有料となっていた。当初は無料版も有料版も同一のページから配信されていたが、2015年12月には無料版と有料版のページは分離された。
2016年1月に収録され、2月17日に配信された第68回の青山吉能担当回において、スタッフの安田隆也が出向によりニッポン放送を離れることが発表され、2月24日に配信の第69回の田中美海担当回で『Wake Up, Girls!のオールナイトニッポンモバイル』は次の第70回（奥野香耶担当回）で休止し、2016年4月からリニューアルの上再開することが告知された。最終的には全員が10回ずつ担当し、番組は終了した。
配信回はすべて音声データとして、パッケージとして販売されている。

### 配信リスト
| #      | 配信日   | パーソナリティ       |
| 2014年 | 2014年   | 2014年               |
| ------ | -------- | -------------------- |
| 0      | 11月19日 | Wake Up, Girls! 全員 |
| 1      | 11月19日 | 青山吉能             |
| 2      | 11月26日 | 永野愛理             |
| 3      | 11月26日 | 吉岡茉祐             |
| 4      | 12月3日  | 高木美佑             |
| 5      | 12月3日  | 山下七海             |
| 6      | 12月10日 | 奥野香耶             |
| 7      | 12月10日 | 田中美海             |
| 8      | 12月24日 | 永野愛理             |
| 9      | 12月31日 | 青山吉能             |
| 2015年 |          |                      |
| 10     | 1月7日   | 吉岡茉祐             |
| 11     | 1月14日  | 奥野香耶             |
| 12     | 1月21日  | 田中美海             |
| 13     | 1月28日  | 山下七海             |
| 14     | 2月4日   | 高木美佑             |
| 15     | 2月11日  | 吉岡茉祐             |
| 16     | 2月18日  | 青山吉能             |
| 17     | 2月25日  | 永野愛理             |
| 18     | 3月4日   | 奥野香耶             |
| 19     | 3月11日  | 田中美海             |
| 20     | 3月18日  | 山下七海             |
| 21     | 3月25日  | 高木美佑             |
| 22     | 4月1日   | 青山吉能             |
| 23     | 4月8日   | 吉岡茉祐             |
| 24     | 4月15日  | 永野愛理             |
| 25     | 4月22日  | 奥野香耶             |
| 26     | 4月29日  | 田中美海             |
| 27     | 5月6日   | 高木美佑             |
| 28     | 5月13日  | 山下七海             |
| 29     | 5月20日  | 青山吉能             |
| 30     | 5月27日  | 吉岡茉祐             |
| 31     | 6月3日   | 田中美海             |
| 32     | 6月10日  | 山下七海             |
| 33     | 6月17日  | 永野愛理             |
| 34     | 6月24日  | 奥野香耶             |
| 35     | 7月1日   | 青山吉能             |
| 36     | 7月8日   | 高木美佑             |
| 37     | 7月15日  | 奥野香耶             |
| 38     | 7月22日  | 山下七海             |
| 39     | 7月29日  | 吉岡茉祐             |
| 40     | 8月5日   | 高木美佑             |
| 41     | 8月12日  | 田中美海             |
| 42     | 8月19日  | 永野愛理             |
| 43     | 8月26日  | 吉岡茉祐             |
| 44     | 9月2日   | 青山吉能             |
| 45     | 9月9日   | 高木美佑             |
| 46     | 9月16日  | 田中美海             |
| 47     | 9月23日  | 奥野香耶             |
| 48     | 9月30日  | 永野愛理             |
| 49     | 10月7日  | 山下七海             |
| 50     | 10月14日 | 吉岡茉祐             |
| 51     | 10月21日 | 青山吉能             |
| 52     | 10月28日 | 奥野香耶             |
| 53     | 11月4日  | 永野愛理             |
| 54     | 11月11日 | 高木美佑             |
| 55     | 11月18日 | 山下七海             |
| 56     | 11月25日 | 田中美海             |
| 57     | 12月2日  | 吉岡茉祐             |
| 58     | 12月9日  | 青山吉能             |
| 59     | 12月16日 | 永野愛理             |
| 60     | 12月23日 | 奥野香耶             |
| 61     | 12月30日 | 山下七海             |
| 2016年 |          |                      |
| 62     | 1月6日   | 高木美佑             |
| 63     | 1月13日  | 田中美海             |
| 64     | 1月20日  | 永野愛理             |
| 65     | 1月27日  | 山下七海             |
| 66     | 2月3日   | 高木美佑             |
| 67     | 2月10日  | 吉岡茉祐             |
| 68     | 2月17日  | 青山吉能             |
| 69     | 2月24日  | 田中美海             |
| 70     | 3月2日   | 奥野香耶             |

## Wake Up, Girls!のオールナイトニッポンR
『Wake Up, Girls!のオールナイトニッポンR』は、2015年12月27日3時（26日深夜）から放送された、ニッポン放送を初めとする地上波全国20局ネットの『オールナイトニッポンR』の土曜週替り枠の1回限りの番組。ニッポン放送では朝4時30分で放送を終了したが、局によっては朝5時まで放送された。
この番組は、劇場公開が始まったばかりの『Wake Up, Girls! Beyond the Bottom』の宣伝のために田中美海、吉岡茉祐、山下七海がゲスト出演した2015年12月4日放送の『ミュ〜コミ+プラス』にて告知された。
番組の構成作家はWake Up, Girls!の最初のラジオ番組『Wake Up, Radio!』なども担当していた伊福部崇である。プロデューサーは『Wake Up, Girls!のオールナイトニッポンモバイル』と同じく安田隆之。
MCを担当する山下七海が他の6人を相手に順にトークをしていく構成となっていたが、山下七海がMCとなったプロセスは『Wake Up, Girls!のオールナイトニッポンR Prologue CD 〜私にMCやらせてください!〜』にCDとして収録されている。この商品のパッケージには『オールナイトニッポンモバイル』の第21回までの音声データファイルが収録されたDVDも同梱されている。

### 放送局
| 放送日         | 放送時間      | 放送局                                                                                                 |
| -------------- | ------------- | --- |
| 2015年12月27日 | 03:00 - 04:00 | IBC岩手放送 山形放送 福井放送 CBCラジオ 和歌山放送 西日本放送 宮崎放送 南日本放送                      |
| 2015年12月27日 | 03:00 - 04:30 | ニッポン放送                                                                                           |
| 2015年12月27日 | 03:00 - 05:00 | STVラジオ 茨城放送 栃木放送 KBS京都 山口放送 四国放送 南海放送 高知放送 九州朝日放送 長崎放送 大分放送 |

## Wake Up, Girls!のオールナイトスッポン
『Wake Up, Girls!のオールナイトスッポン』は2016年4月1日から2017年8月25日まで毎週金曜日にインターネットにて配信されていたラジオ番組。ニンテンドー3DSのソフト『大合奏!バンドブラザーズP』および『大合奏!バンドブラザーズP デビュー』の中で配信されている『オールナイトスッポン』の一番組として静止画像付きで公開された。
また、『Wake Up, Girls!のオールナイトニッポンモバイル』に引続き、音声のみであるがRaditalでも配信され、PCなどでも聴くことができた。なお、Raditalが2017年3月にApache Struts2の脆弱性によりサービスが停止したため、サービス停止前の第48回から最終回の第73回まではRaditalの代わりにSoundCloudでも配信された。
SoundCloudにアップロードされた回は2018年8月16日現在無料で聴くことができるが、Raditalが2017年8月2日にサービスを終了したため、SoundCloudにアップロードされなかった第1回から第47回まではCD化などもされておらず、バックナンバーを聴く手段は存在しない。

### 配信リスト
| #      | 配信日   | パーソナリティ |
| 2016年 | 2016年   | 2016年         |
| ------ | -------- | -------------- |
| 1      | 4月1日   | 永野愛理       |
| 2      | 4月8日   | 山下七海       |
| 3      | 4月15日  | 高木美佑       |
| 4      | 4月22日  | 吉岡茉祐       |
| 5      | 4月29日  | 青山吉能       |
| 6      | 5月6日   | 田中美海       |
| 7      | 5月13日  | 奥野香耶       |
| 8      | 5月20日  | 永野愛理       |
| 9      | 5月27日  | 山下七海       |
| 10     | 6月3日   | 高木美佑       |
| 11     | 6月10日  | 吉岡茉祐       |
| 12     | 6月17日  | 青山吉能       |
| 13     | 6月24日  | 田中美海       |
| 14     | 7月1日   | 奥野香耶       |
| 15     | 7月8日   | 永野愛理       |
| 16     | 7月15日  | 山下七海       |
| 17     | 7月22日  | 高木美佑       |
| 18     | 7月29日  | 吉岡茉祐       |
| 19     | 8月5日   | 青山吉能       |
| 20     | 8月12日  | 田中美海       |
| 21     | 8月19日  | 奥野香耶       |
| 22     | 8月26日  | 永野愛理       |
| 23     | 9月2日   | 山下七海       |
| 24     | 9月9日   | 高木美佑       |
| 25     | 9月16日  | 吉岡茉祐       |
| 26     | 9月23日  | 青山吉能       |
| 27     | 9月30日  | 田中美海       |
| 28     | 10月7日  | 奥野香耶       |
| 29     | 10月14日 | 永野愛理       |
| 30     | 10月21日 | 山下七海       |
| 31     | 10月28日 | 高木美佑       |
| 32     | 11月4日  | 吉岡茉祐       |
| 33     | 11月11日 | 青山吉能       |
| 34     | 11月18日 | 田中美海       |
| 35     | 11月25日 | 奥野香耶       |
| 36     | 12月2日  | 永野愛理       |
| 37     | 12月9日  | 山下七海       |
| 38     | 12月16日 | 高木美佑       |
| 39     | 12月23日 | 吉岡茉祐       |
| 40     | 12月30日 | 青山吉能       |
| 2017年 |          |                |
| 41     | 1月6日   | 田中美海       |
| 42     | 1月20日  | 奥野香耶       |
| 43     | 1月27日  | 永野愛理       |
| 44     | 2月3日   | 山下七海       |
| 45     | 2月10日  | 高木美佑       |
| 46     | 2月17日  | 吉岡茉祐       |
| 47     | 2月24日  | 青山吉能       |
| 48     | 3月3日   | 田中美海       |
| 49     | 3月10日  | 奥野香耶       |
| 50     | 3月17日  | 永野愛理       |
| 51     | 3月24日  | 山下七海       |
| 52     | 3月31日  | 高木美佑       |
| 53     | 4月7日   | 吉岡茉祐       |
| 54     | 4月14日  | 青山吉能       |
| 55     | 4月21日  | 田中美海       |
| 56     | 4月28日  | 奥野香耶       |
| 57     | 5月5日   | 永野愛理       |
| 58     | 5月12日  | 山下七海       |
| 59     | 5月19日  | 高木美佑       |
| 60     | 5月26日  | 吉岡茉祐       |
| 61     | 6月2日   | 青山吉能       |
| 62     | 6月9日   | 田中美海       |
| 63     | 6月16日  | 奥野香耶       |
| 64     | 6月23日  | 永野愛理       |
| 65     | 6月30日  | 山下七海       |
| 66     | 7月7日   | 高木美佑       |
| 67     | 7月14日  | 吉岡茉祐       |
| 68     | 7月21日  | 青山吉能       |
| 69     | 7月28日  | 田中美海       |
| 70     | 8月4日   | 奥野香耶       |
| 71     | 8月11日  | 永野愛理       |
| 72     | 8月18日  | 山下七海       |
| 73     | 8月25日  | 高木美佑       |

## Wake Up, Girls!とRun Girls, Run!のオールナイトニッポンi

### 概要
『Wake Up, Girls!とRun Girls, Run!のオールナイトニッポンi』は2017年10月3日から2019年8月27日まで、毎週火曜日0時（月曜日深夜）にニッポン放送のインターネット番組配信サービスオールナイトニッポンiにて公開されたWake Up, Girls!とRun Girls, Run!のメンバー、計10人のうち1人によるラジオ番組。2019年1月からはRun Girls, Run!の3人のうち1人による番組となり『Run Girls, Run!のオールナイトニッポンi』と改名された。

### 解説
テレビアニメ『Wake Up, Girls! 新章』がテレビ東京で2017年10月10日から放送が始まるのに合わせて、2017年10月3日からWake Up, Girls!メンバーによる一人喋りの番組が復活した。本番組では『Wake Up, Girls! 新章』がデビューとなるオーディションよって選ばれた新人声優ユニット『Run Girls, Run!』も加わり、10人でローテーションする形態となった。
原則として最新回は1週間は無料で聴くことができたが1週間が過ぎた回や、『アフタートーク』と称するおまけコーナーは有料会員（チャンネル会員）限定のみが聴くことができた。チャンネル会員向けには2014年から2016年にかけて配信された『Wake Up, Girls!のオールナイトニッポンモバイル』のアーカイブも聴くことができた。『Run Girls, Run!のオールナイトニッポンi』に改名後も引続き『Wake Up, Girls!とRun Girls, Run!のオールナイトニッポンi』時代の番組も聴くことができた。
初回は『Wake Up, Girls! 新章』放送開始1週間前の10月3日からの配信で、パーソナリティは新人のRun Girls, Run!の3人が担当した。Run Girls, Run!メンバーのうち2人（林鼓子と森嶋優花）は当時は地方在住だったため、Run Girls, Run!による初めての単独イベントである『Run Girls, Run! ショーケースイベント 位置についてよーいドン! Vol.1』の開催にタイミングを合わせて、その前日9月23日に収録された。なお、10月3日にはRun Girls, Run!の3人によるラジオ番組『Run Girls, Radio!』もスタートしている。
本番組では「青葉のノート」というノートがスタジオに設置され、パーソナリティが次の回の担当者宛にメッセージを毎回1ページ書くことになっていた。番組中では前回の担当者の残したページを読むコーナーがあった。このノートの各メンバーのページがセレクトされ、番組のアーカイブを収録したCD・データDVDパッケージである『Wake Up, Girls!のオールナイトニッポンi スペシャルCD 〜ひとりでしゃべらせてください!〜』および『Run Girls, Run!のオールナイトニッポンi スペシャルCD vol.1』の購入者特典として複製が購入者にランダムに配布された。
2018年6月15日にWake Up, Girls!の解散が発表され、一旦はWake Up, Girls!メンバー担当回は「一区切り」となることとなったが、7月31日の第45回から復活した。
Wake Up, Girls!担当回は2018年いっぱいをもって終了し、番組の名前は『Run Girls, Run!のオールナイトニッポンi』となったが、チャンネル会員は引き継がれ、番組全体のページのURLとデザインは変わらないままだった。
2019年4月には番組全体のページのURLやデザインも変更された。しかし、チャンネル会員は継続のままであった。
2019年8月6日に配信された森嶋優花担当回において、『Run Girls, Run!のオールナイトニッポンi』が8月いっぱいにて終了すること、アーカイブの公開も9月いっぱいであることが発表され、 2019年8月27日にRun Girls, Run！の3人全員が出演した配信をもって最終回を迎えた。これにより、『Wake Up, Girls!のオールナイトニッポンモバイル』に始まるWake Up, Girls!関連のオールナイトニッポン関連番組は終了した。

### 配信リスト
| #      | 配信日   | パーソナリティ                      | 備考 |
| 2017年 | 2017年   | 2017年                              | 2017年 |
| ------ | -------- | ----------------------------------- | --- |
| 1      | 10月3日  | 林鼓子 森嶋優花 厚木那奈美          | アフタートーク有り |
| 2      | 10月10日 | 吉岡茉祐                            | |
| 3      | 10月17日 | 厚木那奈美                          | |
| 4      | 10月24日 | 森嶋優花                            | |
| 5      | 10月31日 | 林鼓子                              | |
| 6      | 11月7日  | 田中美海                            | アフタートーク有り |
| 7      | 11月14日 | 奥野香耶                            | |
| 8      | 11月21日 | 永野愛理                            | |
| 9      | 11月28日 | 青山吉能                            | |
| 10     | 12月5日  | 山下七海                            | アフタートーク有り |
| 11     | 12月12日 | 高木美佑                            | |
| 12     | 12月19日 | 吉岡茉祐                            | |
| 13     | 12月26日 | 林鼓子                              | |
| 2018年 |          |                                     | |
| 14     | 1月2日   | 奥野香耶                            | アフタートーク有り。1月8日にはアフターアフタートークも配信 |
| 15     | 1月9日   | 厚木那奈美                          | |
| 16     | 1月16日  | 永野愛理                            | |
| 17     | 1月23日  | 田中美海                            | |
| 18     | 1月30日  | 森嶋優花                            | |
| 19     | 2月6日   | 青山吉能                            | アフタートーク有り |
| 20     | 2月13日  | 山下七海                            | |
| 21     | 2月20日  | 高木美佑                            | |
| 22     | 2月27日  | 奥野香耶                            | |
| 23     | 3月6日   | 吉岡茉祐                            | アフタートーク有り |
| 24     | 3月13日  | 厚木那奈美                          | |
| 25     | 3月20日  | 森嶋優花                            | |
| 26     | 3月27日  | 青山吉能                            | |
| 27     | 4月3日   | 永野愛理                            | アフタートーク有り |
| 28     | 4月10日  | 林鼓子                              | |
| 29     | 4月17日  | 田中美海                            | |
| 30     | 4月24日  | 山下七海                            | |
| 31     | 5月1日   | 高木美佑                            | アフタートーク有り |
| 32     | 5月8日   | 吉岡茉祐                            | |
| 33     | 5月15日  | 青山吉能                            | |
| 34     | 5月22日  | 林鼓子                              | |
| 35     | 5月29日  | 奥野香耶                            | |
| 36     | 6月5日   | 厚木那奈美                          | アフタートーク有り |
| 37     | 6月12日  | 山下七海                            | |
| 38     | 6月16日  | 永野愛理                            | 土曜日配信。6月15日の解散発表を受けての曜日変更 |
| 39     | 6月19日  | 田中美海                            | |
| 40     | 6月26日  | 高木美佑                            | Wake Up, Girls!メンバーの出演は一旦はここで最後とされた |
| 41     | 7月3日   | 森嶋優花                            | アフタートーク有り |
| 42     | 7月10日  | 林鼓子                              | |
| 43     | 7月17日  | 厚木那奈美                          | |
| 44     | 7月24日  | 森嶋優花                            | |
| 45     | 7月31日  | 永野愛理                            | Wake Up, Girls!メンバー担当回が復活 |
| 46     | 8月7日   | 林鼓子                              | アフタートーク有り |
| 47     | 8月14日  | 吉岡茉祐                            | |
| 48     | 8月21日  | 厚木那奈美                          | |
| 49     | 8月28日  | 青山吉能                            | |
| 50     | 9月4日   | 山下七海                            | アフタートーク有り |
| 51     | 9月11日  | 高木美佑                            | |
| 52     | 9月18日  | 奥野香耶                            | |
| 53     | 9月25日  | 森嶋優花                            | |
| 54     | 10月2日  | 田中美海                            | アフタートーク有り |
| 55     | 10月9日  | 青山吉能                            | |
| 56     | 10月16日 | 厚木那奈美                          | |
| 57     | 10月23日 | 永野愛理                            | |
| 58     | 10月30日 | 林鼓子                              | |
| 59     | 11月6日  | 吉岡茉祐                            | アフタートーク有り |
| 60     | 11月13日 | 林鼓子 厚木那奈美                   | 森嶋優花が喉の静養のため代打で2人が担当 |
| 61     | 11月20日 | 山下七海                            | |
| 62     | 11月27日 | 田中美海                            | |
| 63     | 12月4日  | 奥野香耶                            | アフタートーク有り |
| 64     | 12月12日 | 高木美佑                            | アフタートーク有り。水曜日配信 |
| 65     | 12月18日 | 吉岡茉祐 青山吉能 高木美佑          | |
| 66     | 12月25日 | 永野愛理 田中美海 山下七海 奥野香耶 | Wake Up, Girls!メンバー出演はこの回が最後 |
| 2019年 |          |                                     | |
| 67     | 1月1日   | 森嶋優花                            | アフタートーク有り。 この回から『Run Girls, Run!のオールナイトニッポンi』として配信されるが、チャンネルページは『Wake Up, Girls!とRun Girls, Run!のオールナイトニッポンi』のまま。 |
| 68     | 1月8日   | 森嶋優花                            | |
| 69     | 1月15日  | 厚木那奈美                          | |
| 70     | 1月22日  | 林鼓子                              | |
| 71     | 1月29日  | 厚木那奈美                          | |
| 72     | 2月5日   | 林鼓子                              | アフタートーク有り |
| 73     | 2月12日  | 森嶋優花                            | |
| 74     | 2月19日  | 厚木那奈美                          | |
| 75     | 2月26日  | 林鼓子                              | |
| 76     | 3月5日   | 厚木那奈美                          | アフタートーク有り |
| 77     | 3月12日  | 林鼓子                              | |
| 78     | 3月19日  | 森嶋優花                            | |
| 79     | 3月26日  | 森嶋優花                            | |
| 80     | 4月2日   | 林鼓子                              | この回から『Run Girls, Run!のオールナイトニッポンi』のページが独立するが、聴取者の契約対象チャンネルとしてはWake Up, Girls!との合同時代から継続。 アフタートーク有り               |
| 81     | 4月9日   | 厚木那奈美                          | |
| 82     | 4月16日  | 森嶋優花                            | |
| 83     | 4月23日  | 林鼓子 森嶋優花 厚木那奈美 吉岡茉祐 | イマジンスタジオでの公開収録回。Wake Up, Girls!解散後の吉岡茉祐がゲスト出演 |
| 84     | 4月30日  | 厚木那奈美                          | |
| 85     | 5月7日   | 厚木那奈美                          | アフタートーク有り |
| 86     | 5月14日  | 森嶋優花                            | |
| 87     | 5月21日  | 林鼓子                              | |
| 88     | 5月28日  | 林鼓子                              | |
| 89     | 6月4日   | 森嶋優花                            | アフタートーク有り |
| 90     | 6月11日  | 森嶋優花                            | |
| 91     | 6月18日  | 厚木那奈美                          | |
| 92     | 6月25日  | 林鼓子                              | |
| 93     | 7月2日   | 森嶋優花                            | アフタートーク有り |
| 94     | 7月9日   | 林鼓子                              | |
| 95     | 7月16日  | 厚木那奈美                          | 公開収録回の時のゲームの勝者である厚木那奈美へのご褒美として、『スタジオじゃないトコからお送りします』と題して、銀座のレストラン「カスケード」で収録                               |
| 96     | 7月23日  | 厚木那奈美                          | 前回に引続きスタジオ外で収録 |
| 97     | 7月30日  | 林鼓子                              | |
| 98     | 8月6日   | 森嶋優花                            | |
| 99     | 8月13日  | 厚木那奈美                          | アフタートーク有り |
| 100    | 8月17日  | 林鼓子                              | アフタートーク有り。土曜日配信 |
| 101    | 8月20日  | 森嶋優花                            | |
| 102    | 8月27日  | 林鼓子 森嶋優花 厚木那奈美          | 最終回 |

### イベント
Run Girls, Run!のオールナイトニッポンi スペシャルCD vol.1 リリース記念 公開収録 & お見送り会
2019年4月21日にニッポン放送のイマジンスタジオにて開催。『Run Girls, Run!のオールナイトニッポンi スペシャルCD vol.1』の早期予約特典対象者のうち、応募者から抽選に当選したものが参加。出演は林鼓子、森嶋優花、厚木那奈美のRun Girls, Run!メンバーの3人と、ゲストの吉岡茉祐。この収録の模様の前半は翌々日に配信された。後半は『Run Girls, Run!のオールナイトニッポンi スペシャルCD vol.1』に収録された。
この公開収録イベントのアフタートークパート内でおこなわれたゲームの勝者である厚木那奈美はご褒美として銀座のレストランにて収録を行い、その模様は7月に2回にわたって配信された。

## 関連商品

### Wake Up, Girls!のオールナイトニッポンＲ prologueCD 〜私にＭＣやらせてください!〜 & オールナイトニッポンモバイル総集編vol.1
2015年12月29日から31日にかけて開催された『コミックマーケット89』のニッポン放送のブースにて、『［WUGらしさ］スウェット』と『オールナイトニッポンR』に連動したトークを収録したCD等をまとめた『Wake Up, Girls!のオールナイトニッポンセット』として発売された。
2016年1月23日にはセット内容のCD・DVDとスウェットが一般発売された。
構成
Wake Up, Girls!のオールナイトニッポンR prologue CD ～私にMCやらせてください!～（オーディオCD）
『Wake Up, Girls!のオールナイトニッポンR』のMCが決定する経緯を収録
Wake Up, Girls!のオールナイトニッポンモバイル総集編 vol.1（データDVD）
『Wake Up, Girls!のオールナイトニッポンモバイル』の第0回から第21回の音声データを収録

### Wake Up, Girls!のオールナイトニッポンi スペシャルCD 〜ひとりでしゃべらせてください!〜
『Wake Up, Girls!のオールナイトニッポンモバイル』から始まるWake Up, Girls!メンバーの一人喋りのラジオ番組が終わるにあたり、その集大成となるトークと、過去の配信回のアーカイブのオーディオCDとデータDVD。Wake Up, Girls!解散後の2019年4月1日に発売された。
構成
Wake Up, Girls!のオールナイトニッポンi スペシャルアフタートーク ひとりでしゃべらせてください!（オーディオCD）
一人喋りのラジオの集大成となるトークの録り下ろし
Wake Up, Girls!のオールナイトニッポンi 総集編（データDVD）
『Wake Up, Girls!とRun Girls, Run!のオールナイトニッポンi』のうち、Wake Up, Girls!メンバーが担当した回の音声データを収録
Wake Up, Girls!のオールナイトニッポンモバイル 総集編vol.2（データDVD）
『Wake Up, Girls!のオールナイトニッポンモバイル』の第22回から第70回（最終回）の音声データを収録

### Run Girls, Run!のオールナイトニッポンi スペシャルCD vol.1
『Wake Up, Girls!とRun Girls, Run!のオールナイトニッポンi』のうちRun Girls, Run!メンバーが担当した第1回から第79回までの音声データ収録したDVDと、公開収録イベントでの録り下ろしトークを収録したオーディオCDから構成される。この公開収録への参加は、本CDの早期予約が条件となっていた。
構成
Run Girls, Run!のオールナイトニッポンi スペシャルアフタートーク（オーディオCD）
公開収録での録り下ろしトーク。吉岡茉祐がゲスト
Run Girls, Run!のオールナイトニッポンi 総集編 vol.1（データDVD）
『Wake Up, Girls!とRun Girls, Run!のオールナイトニッポンi』の第1回から第60回、および、『Run Girls, Run!のオールナイトニッポンi』に改名した第67回から2019年3月26日に配信した第79回までの音声データを収録